# Iris pseudopumila
Iris pseudopumila es una planta perenne con flores de color violeta, púrpura o amarillo, colores a veces combinados. Las barbas son de color blanco, amarillo o blanco azulado. Es nativa del sur de Italia.